# Yael Karshon
Yael Karshon est une mathématicienne israélienne et canadienne qui a été décrite comme « l'un des plus grands experts en géométrie symplectique ».
Elle travaille en tant que professeure à l'Université de Toronto à Mississauga.

## Formation et carrière
Karshon a participé en 1982 aux Olympiades internationales de mathématiques, au sein de l'équipe israélienne.
Elle a obtenu son doctorat en 1993 de l'Université Harvard, sous la supervision de Shlomo Sternberg, avec une thèse intitulée « Hamiltonian Actions of Lie Groups »,.
Après avoir travaillé comme C. L. E. Moore instructor au Massachusetts Institute of Technology, et après avoir obtenu un poste à l'Université hébraïque de Jérusalem, elle part ensuite à l'Université de Toronto à Mississauga en 2002.

## Sélection de publications
Karshon est l'auteure de l'ouvrage Periodic Hamiltonian flows on four dimensional manifolds (Mémoires de l'American Mathematical Society 672, 1999), qui a classifié complètement les actions hamiltoniennes du groupe circulaire sur les variétés compactes de dimension 4. Avec Viktor Ginzburg et Victor Guillemin, elle a également écrit Moment maps, cobordisms, and Hamiltonian group actions (Mathematical Surveys and Monographs 98, American Mathematical Society, 2002) qui étudie « la géométrie symplectique dans le contexte du cobordisme équivariant ».

## Prix et distinctions
Karshon est lauréate du prix Krieger-Nelson en 2008.

## Publications
- Victor Guillemin, Viktor L. Ginzburg et Yael Karshon, Moment maps, cobordisms, and Hamiltonian group actions, Providence, R.I., American Mathematical Society, coll. « Mathematical Surveys and Monographs » (no 98), 2002, 350 p. (ISBN 978-0-8218-0502-2, zbMATH 1197.53002)
- Periodic Hamiltonian flows on four dimensional manifolds
- The symplectic structure on the space of representations of a surface group in a Lie group.

## Vie personnelle
Karshon est originaire d'Israël, et a vécu aux États-Unis pendant dix ans, avant de finalement devenir résidente permanente. Elle a pris la citoyenneté canadienne en 2011.
Elle est mariée à un collègue mathématicien de Toronto, Dror Bar-Natan.